# Sanda Toma (Ruderin)

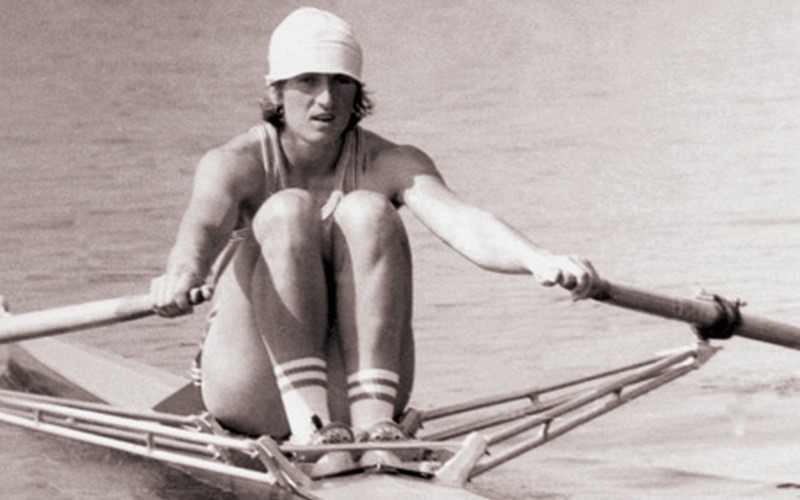
Sanda Urichianu im Jahr 1980

Sanda Toma (nach Heirat Sanda Urichianu; * 24. Februar 1956 in Ștefănești, Kreis Botoșani) ist eine ehemalige rumänische Ruderin. Sie gewann 1980 olympisches Gold im Einer.
Sanda Toma gewann ihren ersten großen Titel bei den Ruder-Weltmeisterschaften 1979 in Bled, als sie vor Martina Schröter aus der DDR und Hette Borrias aus den Niederlanden die Goldmedaille im Einer erhielt.
Bei den Olympischen Spielen 1980 in Moskau waren im Einer insgesamt elf Ruderinnen am Start, davon sechs aus dem Ostblock. Lediglich die Ungarin Mariann Ambrus erreichte nicht das Finale, die Britin Beryl Mitchell trat im Finale als einzige Ruderin aus dem Westen an. Im Ziel hatte Sanda Toma eine Sekunde Vorsprung vor Antonina Machina aus der Sowjetunion, Martina Schröter gewann zwei Sekunden dahinter die Bronzemedaille. 
Die Siegesserie von Sanda Toma hielt auch 1981 an. Sie gewann bei den Weltmeisterschaften auf der Regattastrecke Oberschleißheim bei München ihren zweiten Weltmeistertitel vor Beryl Mitchell und Irina Fetissowa aus der Sowjetunion.